# 阿貴
阿貴是一個由台灣動畫暨網路公司春水堂科技娛樂自1999年起所製作的一系列Flash動畫，由於題材源自日常生活與逗趣的人物造型和劇情，曾受大眾歡迎，在代言和進軍日本方面都有不俗成績。
故事圍繞著主角阿貴身邊社區發生的有趣小事。主人翁的名字「阿貴」源自春水堂科技娛樂創辦人張榮貴。
2016年9月30日，停止網站營運，但官方Facebook仍持續更新至2023年2月23日。

## 人物

### 阿貴家
阿貴
台灣配音員：歐子菱
日本配音員：芝原千彌子
故事的主人翁，一雙櫻桃眼和一個大餅臉為其特徵，內心天真，有賴床的壞習慣，喜歡看Discovery頻道。其生日取自阿貴網站開站之日1999年9月21日，而唯一公開的秘密就是喜歡班上的富家女同學：燕子。
志願是當導演。
動畫中大部分是在一個段落後詳細說明事情來歷，而且會配合當代時事說出自己心裡的想法。
阿弟
台灣配音員：黃家誠
日本配音員：池田千草
阿貴的弟弟，頭大身體小，鼻子上永遠掛著一條鼻涕、頭上也永遠會貼個狗皮膏藥為其特徵。
說話的反應與速度相當慢，幾乎是結結巴巴，此外常面臨一些突如其來的血光之災。還有因為長期來自於李老師的恐懼便罹患了《條件型歇斯底里小生怕怕症》，只要一聽到「上課」兩個字就會當場休克昏倒的情形。
秀妹
台灣配音員：周子寒
日本配音員：釘宮理惠
阿貴的妹妹，靈異人物，能召喚小鬼、還有占卜。然後頭部能拿下來當球踢。
最大的夢想是打倒大魔王，但多數是未能如願（有一次是成功召喚出來，但錯過能過招的預約時間）。
貴媽
台灣配音員：歐子菱
日本配音員：津津見沙月
暱稱啪仔(ㄆㄧㄚ ㄟ)，是上述三位小鬼頭的母親，喜愛殺價、貪小便宜。
阿嬤
台灣配音員：歐子菱
日本配音員：秋山照子
本名金玉，一天到晚刮腳皮（而且通常是用菜刀，初次向家人知道自己有這個習慣時一度讓全家極度緊張），李老師還曾把阿嬤的腳皮當成魷魚絲吃下去。以前的少女時光類似鐵達尼號，歌喉曾被賞識，得到日本歌唱比賽冠軍。
一開始從南部上台北來住的途中因為沒聽清楚貴媽在電話中說的「車頭」的意義，就直接在火車頭前面等人，差點造成交通大亂。
有重度的老花眼和老年健忘症，曾為了撥一個電話號碼就花上了半天時間。
大頭
台灣配音員：黃家誠/陳俊傑/米魯酷(原版),黃天佑(阿貴與gatchinpo)
日本配音員：坂口候一
為阿貴家的寵物，其會說話與站立的設定成為自己的秘密，也曾說過「這秘密絕對不能讓家人知道」的誓言。
由於有時看家不力把家中搞的一蹋糊塗，經常會成為背黑鍋的對象。

### 阿貴的同學與老師
見寶
台灣配音員：周子寒
日本配音員：宮田幸季（富士電視臺）/阪口大助（東京電視臺）
家裡開雜貨店。猛章的手下，親媽媽去世，繼母成天賭博。
猛章
台灣配音員：陳俊傑
日本配音員：神代知衣
為人正義，武藝高強，木劍就是他的武器，喜歡小芳。
另有養一隻寵物青蛙，名叫"小強"。見寶曾說因為猛章從小就是孤兒，所以它就是唯一的親人。
燕子
台灣配音員：周子寒
日本配音員：園崎未惠
家裡很有錢，喜歡鑽石、香奈兒包包、普拉達包包等貴重物品。
一旦知道自己的體重稍微超過一點就會情緒失控，曾說這樣就無法穿上名牌服裝的理由。
小芳
台灣配音員：歐子菱 /汪世瑋(阿貴與Gatchinpo)
日本配音員：高乃麗（富士電視臺）/青山桐子（東京電視臺）
暗戀阿貴，卻不敢開口告白，結結巴巴的告白的時候總會有人打斷她的話。
康彼特
沉迷電腦，曾經一天以上待在電腦桌前，一聽到「電腦」就會電腦化。
班長（本名不詳）
阿貴班上的班長。印尼僑生。
對地震的感覺相當敏感，既使是在船上也會當做是地震，然後跳水。後來因父親調職就轉學回印尼去。
李老師
台灣配音員：周子寒
日本配音員：松倉佐智子（富士電視臺）/山崎依里奈（東京電視臺）
喜愛猛男，相當暴力，是個花癡、自戀狂、虐待狂，到現在還是單身，生起氣來像個酷斯拉（有幾回猛章曾因恐怖的氣氛取了「樹妖姥姥」的綽號，也是至今未有男朋友的原因之一），還有在無意中殺死了不少願意陪他約會的男生與部分學生的情形。
一度在洗澡的時候為了去接電話不小心摔倒，撞斷了整口牙齒，隔天上課中在學生們疑惑下用手語表示自己曾經是過去五燈獎手語冠軍的得獎者。

### 阿貴的鄰居
詹姆士
台灣配音員：陳俊傑
一位傳教士，操著一口夾帶外國腔調的國語，大部分的時候會讓人誤會甚至是惹麻煩。
豬哥雯
台灣配音員：陳俊傑
日本配音員：坂口候一
貴媽的好朋友，喜歡逛街和瘋狂採購衛生棉，遇到突發狀況一緊張起來令大舌頭的她華語講得不清不楚，但此時唯一會講的相當標準的華語單字是「你去撞壁啦！（台語）」。

### 其他
小瓢蟲
跟李老師相親過，然後約定於情人節見面的網友。
由於是約好在墳墓見面又加上從樹上出現、並直接落到肩膀上的刺激而受驚嚇，也開始唱起之前阿湯哥唱過的鬼歌。最後在李老師半強迫下吃了用過期的巧克力製作的情人巧克力後腹痛送醫。
不要怕
台灣配音員:陳俊傑
春水鎮警局的警察，口頭禪是「不要怕不要怕不要怕」。
葡萄王
台灣配音員:張榮貴/黃天佑(阿貴與gatchinpo)
春水鎮的計程車司機，因頭上一搓紫色染髮而得名。
林醫師(暫名)
當阿弟診斷出罹患《條件型歇斯底里小生怕怕症》的醫師。當貴媽一說出「上課」兩字後也跟著昏倒，從護士安撫時口中說出的過去來判斷，他曾經也有在李老師授課的教室待過。
阿良哥哥
阿貴的表哥。職業是漫畫家。
阿湯哥(暫名)
由李老師的親戚引介而來相親的美男子。
因為一時緊張與確認照片的長相落差太大而感到恐慌，多次想丟掉手上的花束不成、甚至唱起60年代的鬼歌，後來被宿醉的李老師發現有禿頭的事實。
小武
台灣配音員:馮嘉德
日本配音員：小林優
在一次上課中途去上廁所因意外落入馬桶而加入秘密組織UNCO，然後從馬桶裡面經過四次元空間來到台灣的日本小學生。
喜歡打電動等電腦遊戲，對於在日本學校內的級任老師和夥伴Jasmine所對他說的身為"偉人"的責任與意義的事情不太積極去理會。為日本東京電視台在2004年播出的自製改編動畫《阿貴與Gatchinpo》的原創登場人物。
Jasmine（ジャスミン）
台灣配音員:馮嘉德
日本配音員：新井里美
在小武面前出現的神秘女孩，自稱是居住在馬桶裡面的水世界、並且身為秘密組織UNCO的首領。自我認同強烈，不喜歡靠不住的夥伴。與小武同樣為日本東京電視台在2004年播出的自製改編動畫《阿貴與Gatchinpo》的原創登場人物。
紅龜粿
台灣配音員:程澤昕
阿貴的親生爸爸。
目前只出現在阿貴槌你喔電影內。

## 動畫作品

### 電視
- 台視《台視新聞 家有阿貴》：首播期間為2001年9月11日至2002年3月10日，首播時間為每日18:55～19:00（即每日《台視晚間新聞》開播前）。[1]
- 日本東京電視台《阿貴的家族》：播放期間為2004年10月2日 - 2005年3月29日，共25集

### 電影
- 《阿貴槌你喔》：2003年2月14日上映

## 獎項
- 2000年8月4日 - 第一屆電子商務網際金像獎，阿貴網站以第一高票榮獲「e-oscar」最佳優質網站。
- 2000年12月29日 - 工商時報「年度MVP 阿貴打敗王永慶」獲評選為年度十大財經人物第一名。
- 2001年2月26日 - 日本放送協會《NHK7點新聞》特別報導「鄰國多媒體發展」報導阿貴動畫。
- 2001年3月5日 - 《阿貴一點點》每周一至五晚上八點於衛視中文台播出。AC尼爾森收視調查收視率高居全國有線電視排行榜第一名。
- 2001年10月16日 - 阿貴動畫至日本富士電視台播出。
- 2001年10月24日 - 獲得網際金像獎之「最佳休閒娛樂網站」。
- 2001年11月17日 - 榮獲第十二屆廣告亞太金像獎 銀獎「一個好人」。
- 2002年2月1日 - 榮獲第三屆網路金手指「最佳內容網站」銀獎及「最佳媒體」銅獎。
- 2002年11月21日 - 《阿貴槌你喔》獲得經濟部舉辦數位內容系列競賽 「國際級動畫產品雛形獎」。
- 2003年1月24日 - 榮獲第四屆網路金手指「最佳媒體」銀獎。
- 2003年4月28日 - 阿貴獲選《時代雜誌》亞洲英雄人物。（存疑）
- 2007年2月19日 - 《阿貴愛你唷》於台視主頻播出。

## 書籍
- 春水堂科技娛樂股份有限公司作，《阿貴不要說髒話》。台北，平安文化，2000年。
- 春水堂科技娛樂股份有限公司作，《阿貴愛你喲！》。台北，平安文化，2001年。
- 春水堂科技娛樂股份有限公司作，《阿貴讓我咬一口》。台北，寶瓶文化，2001年。
- 春水堂科技娛樂股份有限公司著，《阿貴趴趴走》。台北，寶瓶文化，2001年。
- 春水堂科技娛樂股份有限公司著，《阿貴大嘴巴》。台北，阿貴出版，2003年。
- 王慧玲、陳怡文、許慧偵、葉東京作，《阿貴作文你最優1：超好玩作文入門班》。台北，阿貴出版，2003年。
- 王慧玲、陳怡文、許慧偵、葉東京作，《阿貴作文你最優2：超好玩作文進階班》。台北，阿貴出版，2003年。

## 外部連結
- 春水堂科技娛樂
- 阿貴的Facebook專頁
- YouTube上的KLand動畫頻道
- 阿貴光天化日「轉大人」？　17年過去長大的不只是動畫 （页面存档备份，存于）